# Prosomphax anomala
Prosomphax anomala là một loài bướm đêm trong họ Geometridae.